# Svenska Interplanetariska Sällskapet
Svenska Interplanetariska Sällskapet (SIS) var en svensk förening som verkade för astronautikens utveckling under åren 1950–1968 då den uppgick i Flyg- och rymdtekniska Föreningen.

## Bakgrund
Den 2 oktober 1950 hölls den första internationella astronautiska kongressen i Paris. Som observatör från Sverige deltog civilingenjör Åke Hjertstrand. Vid sin återkomst till Sverige bildade han tillsammans majoren, greve Claes-Otto Sparre, jur. kand. Gunnar Deijenberg och ingenjör Gilbert Larsson, Svenska Sällskapet för Rymdforskning. Hjertstrand utsågs till dess första ordförande och året därpå antog de namnet Svenska Interplanetariska Sällskapet. Intresset för rymdforskning, både i Sverige och utomlands, var vid denna tid mycket stor. 1951 var sällskapet en av grundarna till den Internationella Astronautiska Federationen.

## Verksamhet
SIS utförde studier av de förutsättningar och problem, som måste analyseras och behärskas för att uppdrag utanför jordens atmosfär skulle kunna genomföras. Genom dessa studier kunde SIS bedöma rymdfartens aktuella status och förmedla saklig information. De var dock inte delaktiga i byggandet av rymdfarkoster eller verkställandet av rymdresor. Sällskapet samlades sju gånger om året i Stockholm. Mellan 1954 och 1955 gav de ut tidskriften Journal för Svenska Interplanetariska Sällskapet. Kända medlemmar inkluderar professor Anders Franzén och tekn. dr h. c. Sven Grahn.

## Sammanslagning
Mot slutet av 1960-talet minskade efterfrågan på att popularisera rymdfart och Sveriges intresse för en livaktig rymdverksamhet ansågs liten. SIS hade gått från en samling ”excentriska entusiaster” till främst en lobbygrupp för en svensk offentlig satsning på rymdteknik och en roll för svensk industri i det europeiska rymdsamarbetet. 1968 slogs Svenska Interplanetariska Sällskapet samman med Flygtekniska Föreningen och bildade Flyg- och rymdtekniska Föreningen.